# Metilgliossale reduttasi (NADPH-dipendente)
La metilgliossale reduttasi (NADPH-dipendente) è un enzima appartenente alla classe delle ossidoreduttasi, che catalizza la seguente reazione:
lattaldeide + NADP+ ⇄ metilgliossale + NADPH + H+
Questo enzima del lievito Saccharomyces cerevisiae catalizza la conversione del metilgliossale in lattaldeide; non è stata dimostrata la reazione inversa. Differisce nel tipo di coenzima necessario, dalla metilgliossale reduttasi (dipendente da NAD), che si trova nei mammiferi. Agisce anche sui fenilgliossali e gliossali.